# Южная Лунда
Южная Лунда (порт. Lunda-Sul) — провинция в Анголе. Административный центр — город Сауримо.

## География
Провинция Южная Лунда находится в восточной части Анголы, в 700 километрах восточнее Луанды. На север от неё лежит провинция Северная Лунда, на юг — провинции Мошико и Бие, на запад — провинция Маланже. На востоке Южной Лунда проходит государственная граница между Анголой и Демократической Республикой Конго. Площадь провинции равна 45 649 км².
Территорию Южной Лунда занимают главным образом сухие саванны. Лишь в долине реки Касаи, в восточных и южных районах провинции, сохранились тропические леса. Другой важной рекой провинции является Кванго.

## Население
По данным на 2014 год численность населения провинции составляла 516 077 человек.
Динамика численности населения провинции по годам:
| 1995    | 2004    | 2013    | 2014    |
| ------- | ------- | ------- | ------- |
| 160 000 | 210 000 | 285 468 | 516 077 |

## Административное деление
- Каколо (Cacolo)
- Дала (Dala)
- Муконда (Muconda)
- Сауримо (Saurimo)

## Экономика
Главная сельскохозяйственная культура, производимая в Южной Луанда — арахис. На юге также выращивают кукурузу. Другими важными продуктами являются рис и маниок. В провинции Южная Луанда открыты и разрабатываются месторождения алмазов, марганцевой и железной руды. Через провинцию с запада на восток проходит стратегически важная трасса Луанда — Лубумбаши.